# Norbert Koof
Norbert Koof (13 september 1955) is een voormalig Duits springruiter. Hij werd in 1982 wereldkampioen.
Met zijn paard Fire was de boerenzoon uit Willich bij Düsseldorf een vaste waarde in de Duitse springploeg in het begin van de jaren 1980. In München wonnen ze in 1981 het Europees kampioenschap. In 1982 werd hij verrassend individueel wereldkampioen op de wereldkampioenschappen in Dublin. In de finale, waarin vier ruiters vier ritten met vier verschillende paarden moeten rijden, startte hij als outsider maar hij bleef viermaal foutloos: op zijn eigen paard Fire, op Ideal de la Haye van de Fransman Michel Robert, op Towerlands Anglezarke van de Brit Malcolm Pyrah, en op Rockbarton van de Ier Gerry Mullins. Hij volgde zijn landgenoot Gerd Wiltfang op als wereldkampioen. Op dezelfde kampioenschappen won Koof tevens zilver met het Duitse team.
Dublin was het laatste grote wapenfeit van Fire. Koof kon nadien geen waardige opvolger voor zijn toppaard vinden.
Op 24 februari 1994 raakte Koof gedeeltelijk verlamd bij een trainingsongeval en sindsdien is hij op een rolstoel aangewezen. Hij bleef echter actief in de paardensport met een eigen opleidingscentrum in Willich, waar hij jonge paarden koopt, traint en verkoopt.